# Young Apollo
Young Apollo, Op. 16, è una composizione musicale per pianoforte, quartetto d'archi e orchestra d'archi composta da Benjamin Britten nel 1939.

## Storia
Commissionato dalla Canadian Broadcasting Corporation, il lavoro fu completato nel 1939, subito dopo l'arrivo di Britten negli Stati Uniti. Porta come epigrafe i versi finali di "Hyperion", una poesia incompleta di John Keats, ma il lavoro fu ispirato da Wulff Scherchen, un giovane biondo tedesco che era stato il primo interesse amoroso di Britten.

## Esecuzioni
Il lavoro debuttò il 27 agosto 1939 su Melodic Strings della CBC Radio con Britten come solista e Alexander Chuhaldin alla direzione. Britten ha dedicato il lavoro a Chuhaldin. Il compositore ritirò l'opera dopo una seconda esecuzione il 20 dicembre a New York, senza spiegazioni. Non fu eseguito di nuovo fino al 1979, quando è stato ripreso all'Aldeburgh Festival di quell'anno, con Steuart Bedford alla direzione della English Chamber Orchestra e Michael Roll come solista.

## Incisioni
Young Apollo apparve per la prima volta su disco tre anni dopo, con Peter Donohoe come solista e la City of Birmingham Symphony Orchestra diretta da Simon Rattle.